# Laterna (ryba)
Laterna, arnoglosa laterna (Arnoglossus laterna) – gatunek morskiej ryby flądrokształtnej z rodziny skarpiowatych (Bothidae).

## Występowanie
Wschodni Ocean Atlantycki od Norwegii po Angolę oraz Morze Śródziemne i Morze Czerwone.
Żyje nad dnem lekko mulistym bądź mieszanym na głębokości 10–100 (maksymalnie 200) m.

## Cechy morfologiczne
Dorasta do 25 cm długości. Ciało bardzo silnie spłaszczone, przezroczyste. 50–56 łusek wzdłuż linii bocznej, wyraźnie zagiętej na wysokości płetw piersiowych. W płetwie grzbietowej 81–93 promienie, w płetwie odbytowej 74–82 promienie; żaden z promieni płetwy grzbietowej nie jest wydłużony. Za płetwami brzusznymi dwa zakrzywione do tyłu kolce.

## Odżywianie
Żywi się małymi rybami i bezkręgowcami.

## Rozród
Dojrzałość płciową osiąga przy długości ok. 11 cm i wieku 3 lat. Tarło w Morzu Północnym i Śródziemnym od IV do VIII. Wylęg po ok. 5 dniach. Żyje do 8 lat.